# Boronia
Pour les articles homonymes, voir Boronia (homonymie).
Genre
Classification APG III (2009)
Les Boronia forment un genre d'environ 90 à 100 espèces de buissons de la famille des Rutaceae. On les trouve dans toute l'Australie.

## Principales espèces
- Boronia citriodora
- Boronia clavata
- Boronia falcifolia
- Boronia fraseri
- Boronia ledifolia
- Boronia megastigma
- Boronia microphylla
- Boronia mollis
- Boronia ovata
- Boronia safrolifera
- Boronia serrulata

## Habitat
les boronias poussent dans les forêts clairsemées et les bois. On ne les trouve que rarement dans les zones arides ou trop humides.

## Culture
Les boronias sont cultivées pour leurs fleurs parfumées surtout l'espèce B. megastigma dont on extrait des huiles essentielles utilisées en parfumerie. Elles sont généralement assez difficiles à cultiver. Elles réclament en effet un excellent drainage du sol (terrain sablonneux), une certaine humidité de l'air et une ombre légère.
La reproduction par graine est très difficile, on lui préfère la reproduction par bouture.